# Emma Villas Volley

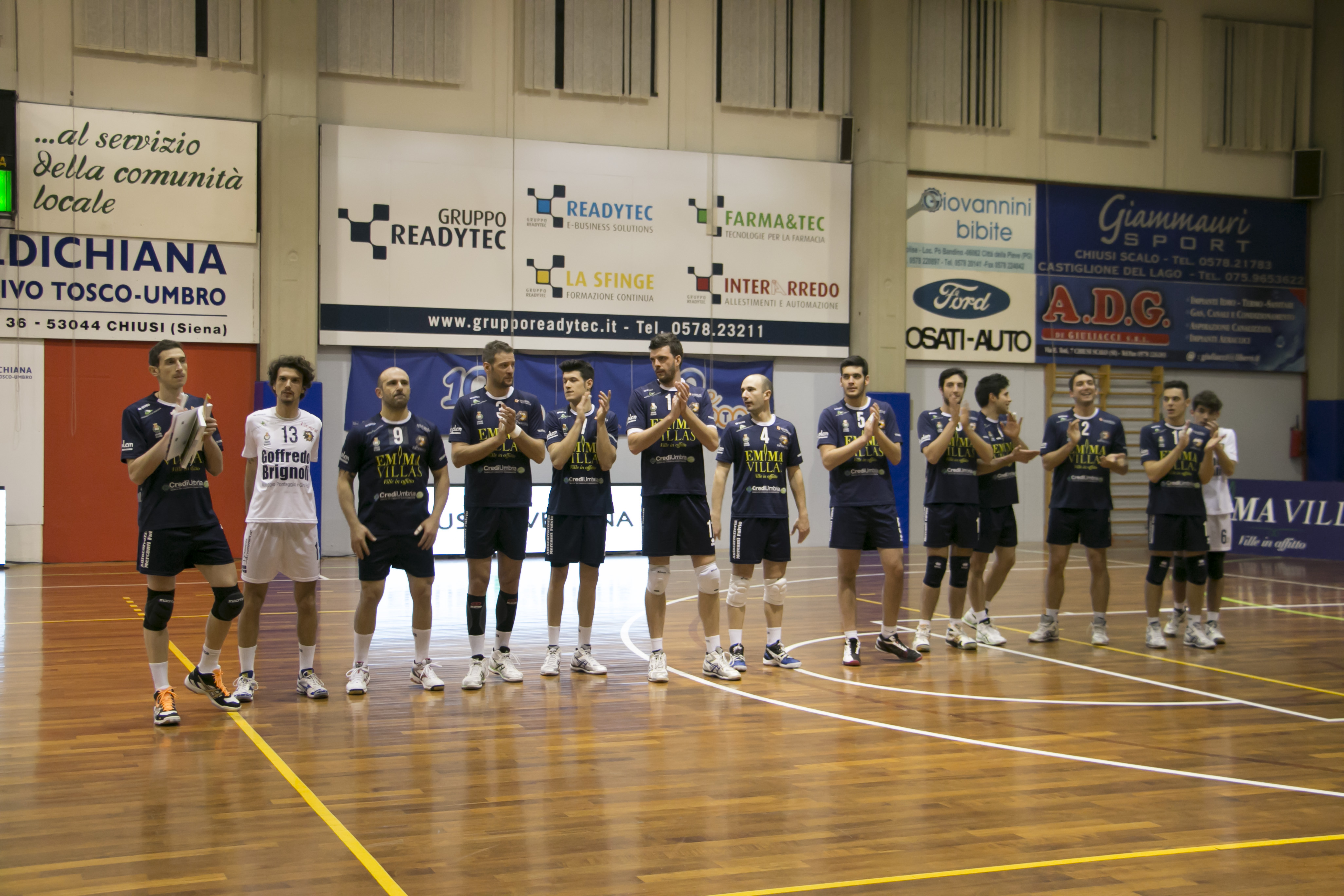
Zawodnicy Emma Villas Vitt Chiusi w sezonie 2013/2014

Emma Villas Volley – włoski męski klub siatkarski, powstały w 2013 r. w Sienie. 
Emma Villas Volley przejął awans klubu Conad Reggio Emillia do Serie A1 na sezon 2022/2023, gdyż nie spełniał wymogów sportowych.

## Nazwy klubu
- 2013-2015 Emma Villas Chiusi
- 2015-2019 Emma Villas Siena
- 2019- Emma Villas Aubay Siena

## Bilans sezon po sezonie
| Sezon                | Miejsce |
| -------------------- | ------- |
| 2013/2014 - Serie B2 | 2       |
| 2014/2015 - Serie B1 | 1       |
| 2015/2016 - Serie A2 | 6       |
| 2016/2017 - Serie A2 | 3       |
| 2017/2018 - Serie A2 | 1       |
| 2018/2019 - Serie A1 | 13      |
| 2019/2020 - Serie A2 | 1       |
| 2020/2021 - Serie A2 | 4       |
| 2021/2022 - Serie A2 | 9       |
| 2022/2023 - Serie A1 |         |

Poziom rozgrywek:
     pierwszy, najwyższy ogólnokrajowy
     drugi
     trzeci
     czwarty

## Kadra

### Sezon 2022/2023[3]
| Nr | Imię i nazwisko                  | Data ur. | Wzrost | Pozycja      |
| -- | -------------------------------- | -------- | ------ | ------------ |
| 1  | Giulio Pinali                    | 1997     | 198    | atakujący    |
| 2  | Fabio Ricci                      | 1994     | 205    | środkowy     |
| 3  | Maarten van Garderen             | 1990     | 200    | przyjmujący  |
| 4  | Nemanja Petrić                   | 1987     | 200    | przyjmujący  |
| 6  | Federico Bonami                  | 1993     | 183    | libero       |
| 7  | Giacomo Raffaelli                | 1995     | 194    | przyjmujący  |
| 8  | Omar Biglino                     | 1995     | 198    | środkowy     |
| 9  | Riccardo Pinelli                 | 1991     | 193    | rozgrywający |
| 10 | Juan Ignacio Finoli              | 1991     | 189    | rozgrywający |
| 11 | Federico Pereyra                 | 1988     | 200    | atakujący    |
| 12 | Swan N’Gapeth (do 13.12.2022)    | 1992     | 185    | przyjmujący  |
| 13 | Filippo Pochini                  | 1989     | 185    | libero       |
| 15 | Federico Pellegrini              | 2004     | 188    | przyjmujący  |
| 18 | Daniele Mazzone                  | 1992     | 209    | środkowy     |
| 39 | Zbigniew Bartman (od 27.01.2023) | 1987     | 198    | atakujący    |

### Sezon 2021/2022[5]
| Nr | Imię i nazwisko                 | Data ur. | Wzrost | Pozycja      |
| -- | ------------------------------- | -------- | ------ | ------------ |
| 1  | Riccardo Pinelli                | 1991     | 193    | rozgrywający |
| 2  | Nicola Tupone                   | 1995     | 173    | libero       |
| 3  | Simone Parodi (od 06.11.2021)   | 1986     | 195    | przyjmujący  |
| 4  | Alessandro Sorgente             | 1993     | 185    | libero       |
| 5  | Filippo Ciulli                  | 1994     | 203    | rozgrywający |
| 6  | Rocco Panciocco                 | 1999     | 200    | przyjmujący  |
| 8  | Giuseppe Ottaviani              | 1991     | 196    | przyjmujący  |
| 9  | Tiziano Mazzone (do 25.11.2021) | 1995     | 199    | przyjmujący  |
| 10 | Andrea Mattei                   | 1993     | 202    | środkowy     |
| 12 | Samuel Onwuelo                  | 1997     | 198    | atakujący    |
| 13 | Andrea Rossi                    | 1989     | 202    | środkowy     |
| 14 | Iwan Kuzniecow (do 10.02.2022)  | 1999     | 204    | przyjmujący  |
| 15 | Marinfranco Agrusti             | 1999     | 200    | środkowy     |
| 17 | Dario Iannaccone                | 2001     | 198    | przyjmujący  |

### Sezon 2020/2021[6]
| Nr | Imię i nazwisko                  | Data ur. | Wzrost | Pozycja      |
| -- | -------------------------------- | -------- | ------ | ------------ |
| 1  | Matteo Zamagni                   | 1989     | 195    | środkowy     |
| 2  | Marco Rocco Panciocco            | 1999     | 200    | przyjmujący  |
| 3  | Niccolò Crivellari               | 1996     | 185    | atakujący    |
| 4  | Ferdinando Della Volpe           | 1996     | 197    | przyjmujący  |
| 5  | Nicola Salsi (do 15.12.2020)     | 1997     | 186    | rozgrywający |
| 6  | Igor Yudin                       | 1987     | 198    | przyjmujący  |
| 7  | Pasquale Fusco                   | 1997     | 180    | libero       |
| 8  | Leonardo Fantauzzo               | 1997     | 180    | przyjmujący  |
| 9  | Rocco Barone                     | 1987     | 200    | środkowy     |
| 10 | Dore Della Lunga (do 02.03.2021) | 1984     | 192    | przyjmujący  |
| 11 | Marco Fabroni (od 15.12.2020)    | 1981     | 190    | rozgrywający |
| 12 | Pietro Milordini                 | 1993     | 195    | środkowy     |
| 14 | Filippo Ciulli                   | 1994     | 203    | rozgrywający |
| 16 | Jacopo Massari (od 08.03.2021)   | 1988     | 185    | przyjmujący  |
| 17 | Yuri Romanò                      | 1997     | 203    | atakujący    |
| 18 | Andrea Truocchio                 | 2000     | 205    | środkowy     |

### Sezon 2019/2020
| Nr | Imię i nazwisko     | Data ur. | Wzrost | Pozycja      |
| -- | ------------------- | -------- | ------ | ------------ |
| 1  | Matteo Zamagni      | 1989     | 195    | środkowy     |
| 3  | Davide Marra        | 1984     | 180    | libero       |
| 4  | Niccolò Cappelletti | 1996     | 197    | przyjmujący  |
| 5  | Marco Falaschi      | 1987     | 188    | rozgrywający |
| 6  | Manuele Lucconi     | 1999     | 195    | atakujący    |
| 7  | Carmelo Gitto       | 1987     | 200    | środkowy     |
| 8  | Michael Zanni       | 1998     | 195    | rozgrywający |
| 9  | Antonio Smiriglia   | 1988     | 200    | środkowy     |
| 10 | Matteo Volpi        | 2001     | 183    | libero       |
| 12 | Romolo Mariano      | 1991     | 190    | przyjmujący  |
| 14 | Sebastiano Milan    | 1995     | 204    | atakujący    |
| 15 | Gabriele Maruotti   | 1988     | 196    | przyjmujący  |
| 17 | Yuri Romanò         | 1997     | 203    | atakujący    |

### Sezon 2018/2019
| Nr | Imię i nazwisko          | Data ur. | Wzrost | Pozycja      |
| -- | ------------------------ | -------- | ------ | ------------ |
| 1  | Matías Giraudo           | 1998     | 195    | rozgrywający |
| 2  | Lorenzo Cortesia         | 1999     | 202    | środkowy     |
| 3  | Vincenzo Spadavecchia    | 1993     | 204    | środkowy     |
| 4  | Sa’id Maruf              | 1985     | 189    | rozgrywający |
| 7  | Andrea Giovi             | 1983     | 185    | libero       |
| 8  | Jurij Hładyr             | 1984     | 202    | środkowy     |
| 9  | Filippo Vedovotto        | 1990     | 192    | przyjmujący  |
| 10 | Andrea Mattei            | 1993     | 202    | środkowy     |
| 12 | Simon Van De Voorde      | 1989     | 208    | środkowy     |
| 14 | Yūki Ishikawa            | 1995     | 191    | przyjmujący  |
| 15 | Michele Fedrizzi         | 1991     | 192    | przyjmujący  |
| 16 | Germán Johansen          | 1995     | 200    | atakujący    |
| 17 | Gabriele Maruotti        | 1988     | 196    | przyjmujący  |
| 19 | Fernando Hernández Ramos | 1989     | 196    | atakujący    |
| 24 | Matteo Chiappa           | 1993     | 190    | libero       |
| 82 | Cristian Savani          | 1982     | 195    | przyjmujący  |

### Sezon 2017/2018
| Nr | Imię i nazwisko       | Data ur. | Wzrost | Pozycja      |
| -- | --------------------- | -------- | ------ | ------------ |
| 1  | Marco Fabroni         | 1981     | 190    | rozgrywający |
| 2  | Federico Bargi        | 1993     | 200    | środkowy     |
| 3  | Vincenzo Spadavecchia | 1993     | 204    | środkowy     |
| 4  | Filippo Vedovotto     | 1990     | 192    | przyjmujący  |
| 5  | Kay van Dijk          | 1984     | 215    | atakujący    |
| 7  | Andrea Giovi          | 1983     | 185    | libero       |
| 8  | Hidde Boswinkel       | 1995     | 201    | atakujący    |
| 10 | Alessandro Graziani   | 1991     | 193    | przyjmujący  |
| 11 | Roberto Braga         | 1984     | 204    | środkowy     |
| 12 | Martin Nemec          | 1984     | 198    | atakujący    |
| 13 | Filippo Pochini       | 1989     | 185    | libero       |
| 14 | Simone Di Tommaso     | 1989     | 176    | rozgrywający |
| 15 | Michele Fedrizzi      | 1991     | 192    | przyjmujący  |
| 18 | Álisson Melo          | 1993     | 203    | przyjmujący  |